# Ліберія на літніх Олімпійських іграх 1960
Ліберія брала участь у літніх Олімпійських іграх 1960 року в Римі вдруге у своїй історії, але не завоювала жодної медалі.